# Igor de Kiev
Pour les articles homonymes, voir Igor.
Igor (en russe, vieux russe Игорь et ukrainien : Ігор, et en vieux norrois : Ingvar), dit Igor Ier de Kiev, est un prince de la Rus' de Kiev (Grand-prince de Kiev) de la dynastie des Riourikides (né vers 878 et mort en 945 à Iskorosten), qui régna de 914 à 945.
Successeur d'Oleg le Sage dont il serait le gendre par son mariage avec Olga Prekrasa, il serait le fils de Riourik, mais même la Chronique des temps passés (ou chronique de Nestor) émet un doute à ce sujet.

## Biographie

### Le prince de Kiev
En 882, Igor est placé comme prince de Kiev par son beau-père Oleg le Sage. Celui-ci lui confie la régence de son royaume quand il doit aller guerroyer, et il ne fait nul doute qu'Igor sera son héritier. Lorsque ce dernier décède en 912, il prend effectivement les titres de prince de Novgorod et de Kiev.

### Une politique de pillage et de tributs
Igor reprend la politique d'Oleg, et il tente alors d'agrandir les limites de la Russie kiévienne. Il organise des expéditions guerrières contre les tribus de la mer Caspienne où, chargé de butin après des pillages, il est vaincu par les Khazars.

### Un nouvel adversaire
Sous son règne, le problème petchenègue apparaît sur la steppe russe (915). Ces guerriers turcs à cheval prennent la steppe et adoptent aussi une politique de brigandage et de pillage contre leurs voisins. Néanmoins, s'assurant une paix avec eux (945), Igor de Kiev reprend ses expéditions militaires.

### La guerre contre Byzance
Il décide de s'en prendre à Constantinople, à l'instar d'Oleg, attiré par les richesses de cette cité. Mais la flotte russe est attendue par les navires grecs, ces derniers détenant une arme nouvelle et mystérieuse : le feu grégeois ; les guerriers de la Rus sont repoussés.
Igor se retourne à nouveau contre les peuples de la Caspienne, puis revient vers Constantinople ; l'Empereur, néanmoins désireux de conclure la paix, envoie une ambassade à sa rencontre sur le Danube. La paix est signée. Bien que moins avantageux que celui de 911, ce traité conserve pour les kiéviens certains avantages commerciaux. En contrepartie, Kiev promet d'appuyer Constantinople pour la défense de ses colonies en Crimée.

### La mort d'Igor et le tribut Drevilian
Dès 945, à peine terminée sa dernière campagne, Igor repart prélever tribut sur les Drevlianes qui sont établis à Iskorosten. Il en prélève un second, puis à outrance, un troisième qui s'avère inacceptable. Les Drevlianes, irrités par cet abus, sortent en armes de leur cité, puis tuent Igor et sa troupe.

## Galerie

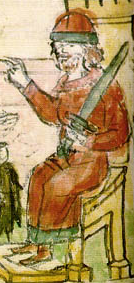
Le prince Igor Ier.
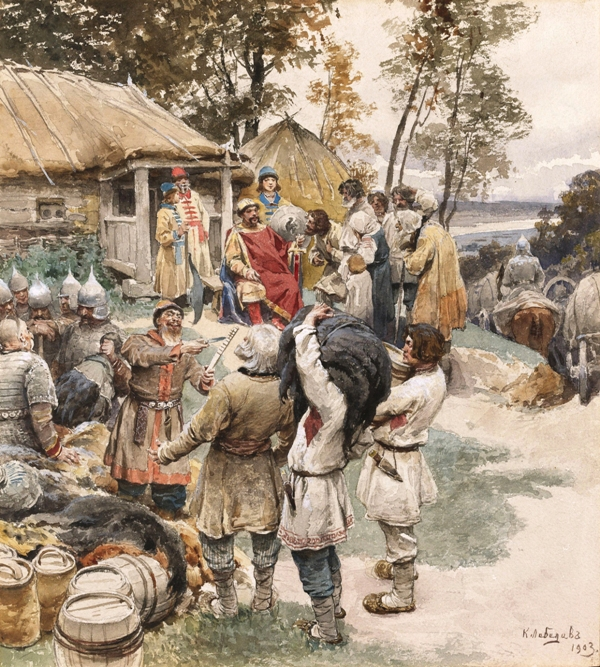
Le prince Igor soumettant les Devliales au tribut toile de Klavdy Lebedev (XIXe siècle).
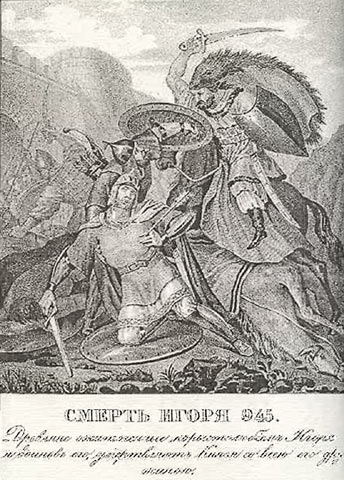
« La mort d'Igor », par Boris Chorikov.
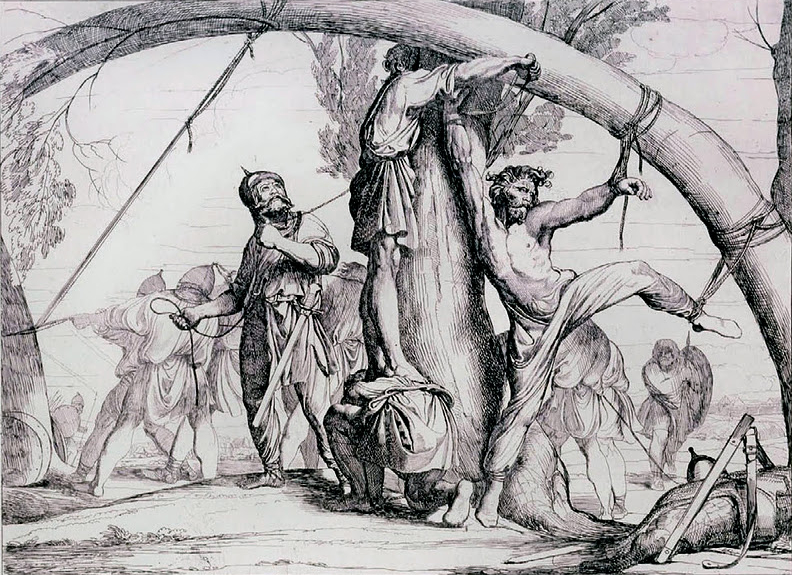
« L'exécution du Prince Igor », par Fiodor Bruni.
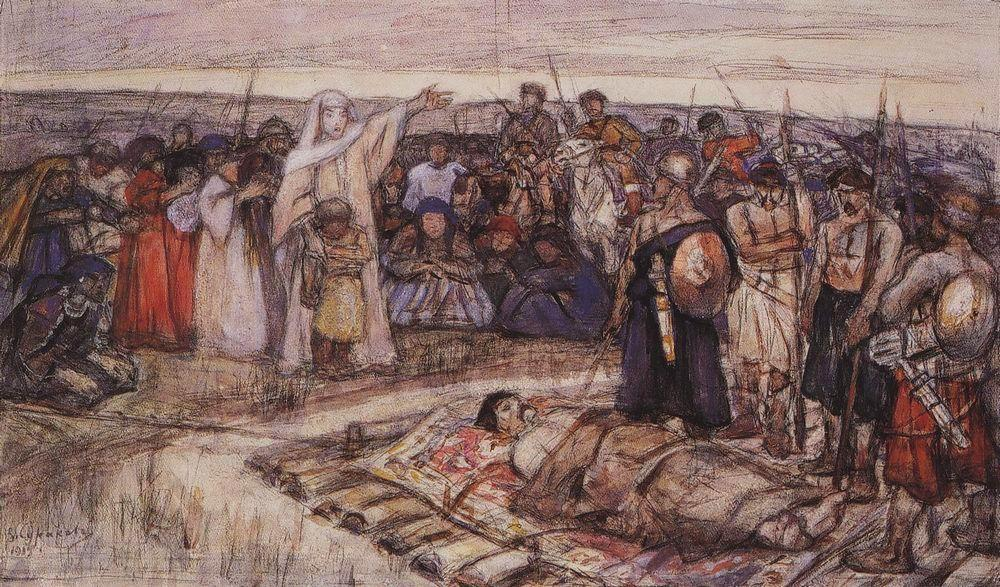
La princesse Olga devant le corps de son mari.
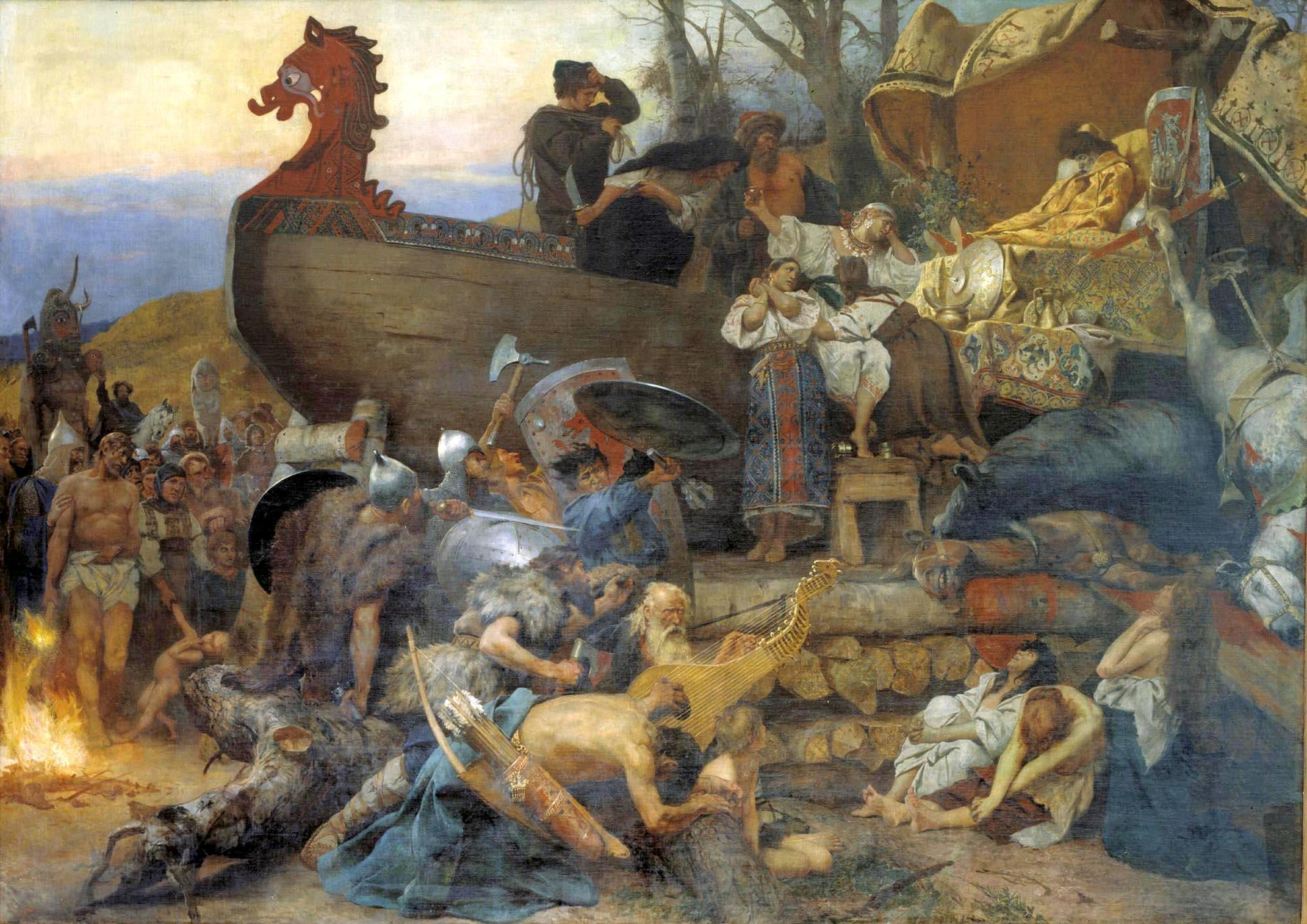
Enterrement d'Igor le Sage en 945, peint par Henryk Siemiradzki (1843–1902).